# Hochelaga terre des âmes
Hochelaga terre des âmes é um filme de drama canadense de 2017 dirigido e escrito por François Girard. Foi selecionado como representante de seu país ao Oscar de melhor filme estrangeiro em 2018.

## Elenco
- Raoul Max Trujillo - Le Prophète
- Tanaya Beatty - Akwi
- David La Haye - Alexis Leblanc
- André Simoneau - Marcus Walker
- Gilles Renaud - Antoine Morin
- Roman Blomme - Elie Campeau
- Samuel Tremblay - Baptiste